# كأس الملك السعودي 1984
كأس الملك السعودي 1984 أو ما يعرف باسم كأس جلالة الملك المعظم 1404، هي النسخة السادسة والعشرون من بطولة كأس خادم الحرمين الشريفين. أقيم النهائي في يوم 5 مايو 1984، بين نادي الهلال ونادي الأهلي وفاز بها الهلال بعد تغلبه على الأهلي بنتيجة 4-0.

## نصف النهائي
تأهل الفائزون الأربعة في ربع النهائي إلى الدور نصف النهائي. أقيمت مباريات نصف النهائي يومي 12 و13 أبريل 1984. جميع الأوقات محلية، AST (UTC+3).
| الهلال          | 2–1   | ضمك      |
| --------------- | ----- | -------- |
| Bashir 27'، 62' | تقرير | Saad 87' |

| الاتحاد | 0–1   | الأهلي                 |
| ------- | ----- | ---------------------- |
|         | تقرير | Al-Sagheer 15' (ركلة.) |

## عن الفريقين
| الفريق | نهائيات سابقة (الخط العريض يشير لسنة الفوز)                                      |
| ------ | -------------------------------------------------------------------------------- |
| الهلال | 1961، 1963، 1964، 1968، 1977، 1980، 1981، 1982                                   |
| الأهلي | 1963، 1966، 1970 (13)، 1970 (14)، 1971، 1973، 1974، 1976، 1977، 1978، 1979، 1983 |

## الطريق إلى النهائي
| الهلال | الهلال  | الجولة      | الأهلي  | الأهلي |
| نتيجة  | المنافس | الجولة      | المنافس | نتيجة  |
| 2–0    | التعاون | دور 16      | النهضة  | 0–1    |
| 1–0    | الاتفاق | ربع النهائي | الوحدة  | 0–1    |
| 2–1    | ضمك     | نصف النهائي | الاتحاد | 0–1    |

### تفاصيل المباراة
| الهلال                                               | 4–0   | الأهلي |
| ---------------------------------------------------- | ----- | ------ |
| - الغانم 18' - منصور 47' - المصيبيح 65' - اليوسف 88' | تقرير |        |